# Canton de Castres-Est
Le canton de Castres-Est est un ancien canton français situé dans le département du Tarn et la région Midi-Pyrénées.

## Géographie
Ce canton était organisé autour de Castres dans l'arrondissement de Castres. Son altitude variait de 151 m (Castres) à 367 m (Castres) pour une altitude moyenne de 170 m.

## Représentation

### Conseillers généraux de l'ancien canton deCastres(de 1833 à 1973)
| Période | Période                                                  | Identité                                          | Étiquette   | Qualité |
| ------- | -------------------------------------------------------- | ------------------------------------------------- | ----------- | --- |
| 1833    | 1836                                                     | Jean Azaïs                                        |             | Officier de dragons, conseiller municipal de Castres Député au Conseil des Cinq-Cents (1797-1799)                |
| 1836    | 1843 (décès)                                             | Louis Mahuziès                                    |             | Avocat puis magistrat Maire de Castres (1835-1843)                                                               |
| 1844    | 1845                                                     | Paul Barthès                                      |             | Avocat, maire de Castres (1850-1852)                                                                             |
| 1845    | 1848                                                     | Jacques Spérandieu d'Aiguefonds                   |             | Avocat, maire de Castres (1844-1847)                                                                             |
| 1848    | 1852                                                     | Jacques Boulade                                   |             | Avocat, conseiller municipal de Castres                                                                          |
| 1852    | 1864                                                     | Firmin Miquel                                     |             | Avocat puis magistrat                                                                                            |
| 1864    | 1871                                                     | Louis Alquier-Bouffard                            |             | Ancien officier, propriétaire Maire de Castres (1860-1874)                                                       |
| 1871    | 1880 (démission)                                         | Frédéric Thomas                                   | Républicain | Ancien Préfet, député (1881-1884)                                                                                |
| 1880    | 1889                                                     | Félix Hilaire                                     |             | Avocat à Castres                                                                                                 |
| 1889    | 1895                                                     | Auguste Sicard                                    | Rad         | Docteur-médecin, maire de Castres (1888-1889)                                                                    |
| 1895    | 1901                                                     | Marquis Paul Barbara de Labelotterie de Boissezon | Droite      | Propriétaire du château de Gourjade Conseiller municipal de Castres                                              |
| 1901    | 1910 (démission) (élu dans le canton de Murat-sur-Vèbre) | Louis Vieu                                        | Rad         | Avocat - Maire de Castres (1896-1911) Sénateur (1905-1931) Ancien conseiller d'arrondissement                    |
| 1910    | 1916 (décès)                                             | Gabriel Guy                                       |             | Avocat, ancien maire de Castres (1887-1888)                                                                      |
| 1916    | 1919                                                     | siège vacant                                      |             | |
| 1919    | 1925                                                     | Etienne Guigues                                   | Rad         | Professeur de collège Conseiller municipal de Castres                                                            |
| 1925    | 1940                                                     | Lucien Coudert                                    | Rad         | Avocat Adjoint au Maire de Castres Député (1927-1928 et 1932-1936)                                               |
|         |                                                          |                                                   |             | |
| 1942    | 1945                                                     | Pierre Séry (1885-1970)                           |             | Docteur en droit, notaire Maire de Castres (1940-1944) Nommé conseiller départemental en 1942                    |
|         |                                                          |                                                   |             | |
| 1945    | 1951                                                     | Marcel Grimal                                     | MRP         | Ingénieur Conseiller municipal de Castres Sénateur (1946-1952)                                                   |
| 1951    | 1958                                                     | Robert Sizaire (1912-1986)                        | SFIO        | Médecin, ancien résistant Maire de Castres (1952-1953, démissionnaire)                                           |
| 1958    | 1970                                                     | François Séry (1913-1982, fils de P.Séry)         | RI          | Notaire, premier adjoint au Maire de Castres                                                                     |
| 1970    | 1973                                                     | Jacques Limouzy                                   | UDR         | Administrateur civil Député (1967-1969) Secrétaire d’État (1969-1972) Elu en 1973 dans le Canton de Castres-Nord |

### Conseillers d'arrondissement du canton de Castres (de 1833 à 1940)
| Période                                  | Période      | Identité                                   | Étiquette                    | Qualité |
| ---------------------------------------- | ------------ | ------------------------------------------ | ---------------------------- | --- |
| 1833                                     | 1836         | Louis David Guibal-Anne-Veaute (1791-1849) |                              | Manufacturier (fabricant de draps) à Castres                                                                |
| 1836                                     | 1848         | Magloire Jean Nayral ainé (1789-1857)      |                              | Juge de paix à Castres                                                                                      |
| 1848                                     |              | Jean Nauzières ainé                        |                              | Fabricant                                                                                                   |
|                                          |              |                                            |                              | |
| 1889                                     | 1895         | Louis Vieu                                 | Républicain                  | Avocat à Castres                                                                                            |
| 1895                                     | 1898         | M. Calvet                                  | Royaliste                    | |
| 1898                                     |              | Henri Bès                                  | Socialiste                   | Menuisier-ébéniste, adjoint au maire de Castres                                                             |
| 1910                                     | 1913         | Clermont Guiraud                           | SFIO                         | Avocat |
|                                          |              |                                            |                              | |
| 1922                                     | 1926 (décès) | Frédéric Saulières (1872-1926)             | SFIO                         | Maréchal-ferrant, adjoint au maire de Castres                                                               |
| 19 décembre 1926                         | 1934         | Henri Benne                                | SFIO                         | Architecte à Castres                                                                                        |
| 1934                                     | 1940         | Pierre Chabbert                            | Union nationale républicaine | Médecin, conseiller municipal de Castres                                                                    |
| 1940                                     |              |                                            |                              | Les conseils d'arrondissement ont été suspendus par la loi du 12 octobre 1940 et n'ont jamais été réactivés |
| Les données manquantes sont à compléter. |              |                                            |                              | |

### Conseillers généraux du canton de Castres-Est de 1973 à 2015
| Période | Période          | Identité                  | Étiquette    | Qualité |
| ------- | ---------------- | ------------------------- | ------------ | --- |
| 1973    | 1976             | François Séry             | RI           | Notaire, premier adjoint au Maire de Castres                                                                      |
| 1976    | 1988             | Jacques Amen              | PS           | Principal de collège d'enseignement secondaire                                                                    |
| 1988    | 2001             | Arnaud Mandement          | PS           | Technicien supérieur de la météo Maire de Castres de 1995 à 2001                                                  |
| 2001    | 2010 (démission) | Jacques Thouroude         | RPR puis UMP | Cadre commercial Maire-adjoint de Castres Conseiller régional depuis 2010 Elu en 2015 dans le Canton de Castres-2 |
| 2010    | 2015             | Régine Massoutié-Girardet | UMP          | Assistante de direction, conseillère municipale de Castres Elue en 2015 dans le Canton de Castres-2               |

## Composition
| Communes | Population (2012) | Code postal | Code Insee |
| -------- | ----------------- | ----------- | ---------- |
| Castres  | 43 496 (1)        | 81100       | 81065      |

(1) fraction de commune.

## Démographie
| 1962 | 1968 | 1975 | 1982 | 1990 | 1999 | 2009 |
| ---- | ---- | ---- | ---- | ---- | ---- | ---- |
| -    | -    | -    | -    | -    | -    | -    |